# Rivellia asiatica
Rivellia asiatica är en tvåvingeart som beskrevs av Willi Hennig 1945. Rivellia asiatica ingår i släktet Rivellia och familjen bredmunsflugor. Inga underarter finns listade i Catalogue of Life.